# Admiral Nachimov (1885)

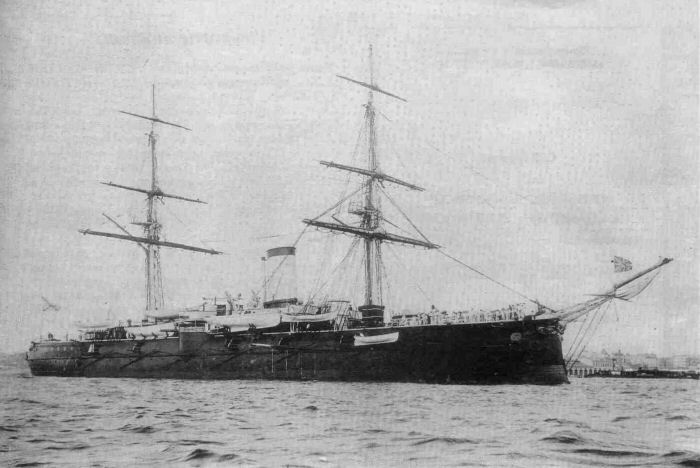
Admiral Nachimov

Admiral Nachimov var en rysk pansarkryssare från senare delen av 1800-talet. Längden var 101,5 meter, bredden 18,6 m och djupgåendet var 8,4 m. Topphastigheten var 17 knop. Beväpningen bestod av 4 st 29 cm, 10 st 15 cm, 4 st 8,6 cm och 6 st 47 mm kanoner.
Hon sjönk under slaget vid Tsushima år 1905.